# Thermoniphas plurilimbata
Thermoniphas plurilimbata is een vlinder uit de familie van de Lycaenidae. De wetenschappelijke naam van de soort is voor het eerst gepubliceerd in 1895 door Ferdinand Karsch.

## Verspreiding
De soort komt voor in Congo-Brazzaville, Congo-Kinshasa, Oeganda, Tanzania en Angola.

## Habitat
De soort komt voor in moerassige gebieden in het regenwoud.

## Ondersoorten
- Thermoniphas plurilimbata plurilimbata Karsch, 1895 (Congo-Brazzaville, Congo-Kinshasa, Oeganda, Noordwest-Tanzania, Angola)
  - = Oberonia trypherota Bethune-Baker, 1909
- Thermoniphas plurilimbata rutshurensis (Joicey & Talbot, 1921) (Oost-Congo-Kinshasa, Zuidwest-Oeganda)
  - = Oboronia rutshurensis Joicey & Talbot, 1921